# Puggy
Puggy — музыкальный коллектив, образовавшийся в 2004 году после того как басист Ромен Дешам и вокалист Мэттью Айронс познакомились с барабанщиком Эгилем «Зигги» Франценом в джазовой школе в Брюсселе.
В последние 5 лет коллектив гастролировал по Европе, открывая выступления таких групп как Deep Purple, Smashing Pumpkins и Incubus.
Их первый альбом Dubois Died Today был издан на независимом лейбле Talkieo в июне 2007 года. Через три года уже на лейбле Mercury Records группа выпустила свой второй альбом Something You Might Like, с которым появилась на французском телевидении в шоу Taratata. В альбоме также присутствуют три музыкальных клипа на композиции «I Do», «When You Know» и «How I Needed you».
Puggy выпустили несколько песен, ставших саундтреками к телесериалу «Ларго Винч», с которыми они позже выступили вживую на бельгийском телевидении.
В 2013 году у группы вышел третий альбом To Win The World, который получил в Бельгии статус платинового. Сразу после этого Puggy отправились в тур, во время которого они выступили во Франции, Бельгии, Нидерландах и Швейцарии.
В апреле 2016 года группа выпустила альбом Colours.

## Дискография

### Альбомы
- Dubois Died Today (2007), Talkieo
- Something You Might Like (2010), Mercury
- To Win The World (2013)
- Colours (2016), Mercury

### EP Альбомы
- Teaser (2009)

### Песни
| Год  | Песня                                 | Позиция в чарте   | Позиция в чарте   | Позиция в чарте   | Позиция в чарте   | Позиция в чарте | Альбом                   |
| Год  | Песня                                 | BEL (Fl) Ultratop | BEL (Fl) Ultratip | BEL (Wa) Ultratop | BEL (Wa) Ultratip | FR              | Альбом                   |
| 2009 | "I Do"                                |                   |                   |                   | 4                 |                 | Something You Might Like |
| 2010 | "When You Know"                       |                   | 35                | 6                 |                   |                 | Something You Might Like |
| 2011 | "How I Needed You"                    |                   |                   | 17                |                   |                 | Something You Might Like |
| 2011 | "We Have It Made"                     |                   |                   |                   | 9                 |                 | Something You Might Like |
| 2011 | "Something You Might Like"            |                   |                   |                   | 23                |                 | Something You Might Like |
| 2012 | "To Win The World"                    |                   | 35                | 22                |                   |                 | To Win The World         |
| 2013 | "Last Day On Earth (Something Small)" |                   |                   | 8                 |                   | 176             | To Win The World         |
| 2013 | "Goes Like This"                      |                   | 36                |                   | 6                 |                 | To Win The World         |